# Talet 30

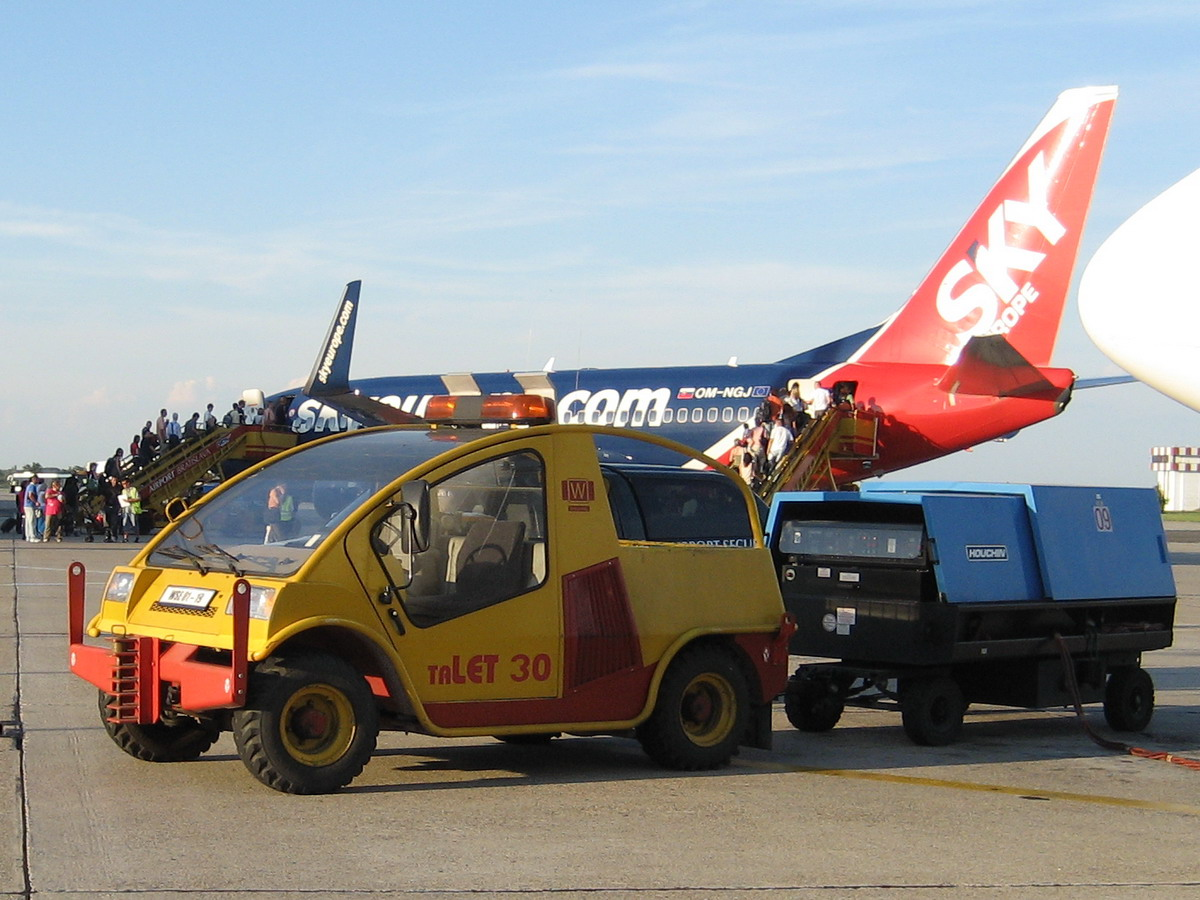
Talet 30

El Talet-30 es un tractor de pista fabricado en Eslovaquia por la empresa Kerametal.

## Características
Diseñado para tirar de aeronaves u otros equipos de pista de hasta 20000 kg de peso tiene una velocidad máxima de 40 km/h y una velocidad de operación de 15 km/h. Dotado de un motor diésel Lombardini de 44,1 kW Tiene unas dimensiones de 3,99m. de largo, 2,21m .de ancho y 1,94m. o 2,12m. según versiones de alto, con un peso de 4000 kg. El vehículo se puede equipar con varios complementos, colocados en 3 puntos de suspensión en el parachoques delantero y tiene dirección hidráulica.